# سيمانتيك إندبوينت بروتكشن
برنامج سيمانتيك إندبوينت بروتكشن (بالإنجليزية: Symantec Endpoint Protection)، من إنشاء وتطوير شركة برودكوم، وهو مجموعة البرامج الأمنية التي تهدف لمكافحة البرمجيات الخبيثة، ومنع الاختراق والجدار الناري. متوفرة للخادم وأجهزة الكمبيوتر.

## سجل الإصدارات
تم نشر الإصدار الأول من سيمانتيك إندبوينت بروتكشن في سبتمبر 2007 وكان يطلق عليه الإصدار 11.0، وكان نتيجة دمج العديد من منتجات برامج الأمان، بما في ذلك الإصدار العاشر من برنامج مكافح الفيروسات سيمانتيك وسكيورتي كلاينت ومدير الشبكات وسيجيت إنتربرايز إديشن. كما ضم سيمانتيك إندبوينت بروتكشن ميزات جديدة. على سبيل المثال، يمكنه منع نقل البيانات إلى أنواع أجهزة غير مصرح بها، مثل محركات أقراص يو إس بي المحمولة أو أجهزة بلوتوث.
في ذلك الوقت، تم انتقاد الإصدار مكافح الفيروسات سيمانتيك على نطاق واسع لأنه أصبح غير عملي. كان الهدف من حماية نقطة النهاية 11.0 هو معالجة هذه الانتقادات. كانت مساحة قرص سيمانتيك اديشن للإصدار 10.0 حوالي 100 ميجابايت، في حين كان من المتوقع أن تبلغ مساحة برنامج إندبوينت بروتكشن 21 ميجابايت.
في عام 2009، قدمت سيمانتيك خدمة مُدارة، حيث يقوم موظفو سيمانتيك بنشر وإدارة تثبيتات سيمانتيك إندبوينت بروتكشن عن بُعد. تم إصدار للأعمال الصغيرة مع عملية تثبيت أسرع في عام 2010. في فبراير 2011، أعلنت سيمانتيك عن الإصدار 12.0 من إندبوينت بروتكشن. يتضمن الإصدار 12 قاعدة بيانات سحابية للملفات الضارة تسمى سيمانتيك انسيت. يهدف انسيت إلى مكافحة البرامج الضارة التي تولد طفرات في ملفاتها لتجنب الكشف عن طريق برامج مكافحة البرامج الضارة القائمة على التوقيع. في أواخر عام 2012، أصدرت شركة سيمانتيك الإصدار 12.1.2، والذي يدعم في إم وير في شيلد.
تم إصدار نسخة سحابية من إندبوينت بروتكشن في سبتمبر 2016. تبع ذلك الإصدار 14 في نوفمبر. يشتمل الإصدار 14 على تقنية التعلم الآلي للعثور على أنماط في البيانات الرقمية قد تشير إلى وجود تهديد للأمن السيبراني. كما أنه يشتمل على تحسينات في الأداء وتخفيف استغلال الذاكرة.

## الميزات
البرنامج سيمانتيك إندبوينت بروتكشن هو مجموعة البرامج الأمنية التي تشمل منع التسلل، وجدار الحماية، ومكافحة البرمجيات الخبيثة  وفقًا لمجلة أس سي مجازين، فإن إندبوينت بروتكشن لديها أيضًا بعض الميزات النموذجية لبرامج منع فقدان البيانات.  يتم تثبيته عادةً على خادم يعمل بنظام مايكروسوفت ويندوز أو لينكس أو ماك أو إس.  اعتبارًا من 2018، الإصدار 14 هو الإصدار الوحيد المدعوم حاليًا.
تفحص حماية إندبوينت بروتكشن أجهزة الكمبيوتر بحثًا عن تهديدات الأمان. يتم استخدامه لمنع تشغيل البرامج غير المعتمدة، ولتطبيق سياسات جدار الحماية التي تمنع حركة مرور الشبكة أو تسمح بها. يحاول التعرف على حركة المرور الضارة وحظرها في شبكة الشركة أو القادمة من مستعرض ويب. يستخدم معلومات مجمعة من المستخدمين لتحديد البرامج الضارة. اعتبارًا من عام 2016، تدعي شركة سيمانتيك أنها تستخدم بيانات من 175 مليون جهاز تم تثبيت إندبوينت سكيورتي في 175 دولة.
يحتوي إندبوينت بروتكشن على وحدة تحكم إدارية تسمح لقسم تكنولوجيا المعلومات بتعديل سياسات الأمان لكل قسم، مثل البرامج أو الملفات التي سيتم استبعادها من عمليات فحص مكافحة الفيروسات. لا يدير الأجهزة المحمولة بشكل مباشر، ولكنه يعاملها كأجهزة طرفية عند توصيلها بجهاز كمبيوتر ويحمي الكمبيوتر من أي برامج ضارة على الجهاز المحمول.

## الثغرات
في أوائل عام 2012، تمت سرقة شفرة المصدر الخاصة بـ سيمانتيك إندبوينت بروتكشن ونشرها على الإنترنت. ادعت مجموعة قراصنة تدعى «ذا لورد اوف دارماراجا» الفضل في ذلك، زاعمة أن كود المصدر قد سُرق من المخابرات العسكرية الهندية. تطلب الحكومة الهندية من البائعين تقديم الكود المصدري لأي برنامج كمبيوتر يتم بيعه إلى الحكومة، لضمان عدم استخدامه في التجسس. في يوليو 2012، تسبب تحديث لحماية نقطة النهاية في حدوث مشكلات في التوافق، مما أدى إلى ظهور شاشة زرقاء للموت على أجهزة ويندوز إكس بي التي تشغل بعض برامج تشغيل أنظمة الملفات التابعة لجهات خارجية. في عام 2014، اكتشف سيكيورتي اوفينسيف ثغرة في سيمانتيك إندبوينت بروتكشن أثناء اختبار اختراق لإحدى مؤسسات الخدمات المالية. الاستغلال في برنامج التحكم في التطبيقات والجهاز سمح للمستخدم الذي قام بتسجيل الدخول بالوصول إلى النظام. تم تصحيحه في أغسطس. في عام 2019، اكتشف الباحث الأمني أوفير موسكوفيتش خطأ في حالة السباق والذي يتضمن مكونين أساسيين من سيمانتيك إندبوينت بروتكشن كلاينت: إدارة العميل وحماية استباقية من التهديدات وينتج عنه بشكل مباشر فشل في آلية الحماية يمكن أن يؤدي إلى تجاوز الدفاع عن النفس، المعروف أيضًا باسم «سيمزتبتن» - الحماية المؤقتة المصغرة من سيمانتيك اندبوينت.

## الاستقبال
وفقًا لـ جارتنر، يعد سيمانتيك إندبوينت بروتكشن 14 أحد أكثر منتجات الأمان المتاحة شمولاً ويحرز بانتظام نتائج جيدة في الاختبارات المستقلة. ومع ذلك، فإن الانتقاد الشائع هو أن العملاء «مرهقون» من «التغييرات شبه المستمرة» في اتجاه المنتج والشركة.  قالت مجلة أس سي مجازين أن إندبوينت بروتكشن 14 كانت "الأداة الأكثر شمولاً من نوعها... مع تثبيت وتوثيق ممتازين."قالت المراجعة أن إندبوينت بروتكشن لديها«إعداد وإدارة لا يحتاجان إلى تفكير»، ولكن لديها «ثؤلول» أن رسوم الدعم «باهظة بعض الشيء».
قالت شركة فوريستر إن الإصدار 12.1 كان أكثر منتجات برامج أمان نقاط النهاية اكتمالاً في السوق، لكن وظائف أمان تكنولوجيا المعلومات المختلفة للبرنامج لم تكن متكاملة جيدًا. وتكهن التقرير بأنه سيتم التعامل مع نقص التكامل في الإصدار 14.  صنفت نتورك وورلد سيمانتيك إندبوينت بروتكشن في المرتبة السادسة في منتجات أمان إندبوينت بروتكشن، استنادًا إلى بيانات من اختبار ان اس اس لاب.